# Three First National Plaza
Three First National Plaza é um arranha-céu com 234 metros (767 pés). Edificado na cidade de Chicago, Estados Unidos, foi concluído em 1981 com 57 andares.